# Difterija
Difterija je bolest gornjih dišnih puteva, koju karakterizira grlobolja, povišena tjelesna temperatura i pojava pseudomembrana na tonzilama, ždrijelu i/ili nosnoj šupljini, a uzrokuju je gram-pozitivna bakterija Corynebacterium diphtheriae. 
Bolest se može širiti u donje dišne puteve (grkljan, dušnik), a mogu nastati i komplikacije uzrokovane bakterijskim toksinom, kao što su miokarditis i neuritis. Pri neutralizaciji toksina posebice su važna protutijela razreda IgG. Za neutralizaciju toksina nije nuždan komplement. Kompleksi toksina i protutijela uklanjaju se zatim fagocitozom.
Osim dišnog sustava, uzročnik može uzrokovati bolest u koži, tada govorimo o kožnoj difteriji.
Prevencija bolesti se postiže cijepljenjem cjepivom koje sadrži difterični toksoid, a u liječenju se koriste antibiotici (penicilin, eritromicin). Liječenje antibioticima ima malen ili nikakav učinak na klinički tijek difterije. Mortalitet difterije iznosi 10% - 30%, a uzrok smrti je najčešće zatajenje srca i poremećaj srčanog ritma. Opstrukcija dišnih puteva teška je komplikacija posebno kod pseudomembrane zahvate grkljan i dušnik, pa se nekada umiralo i od gušenja.
|  | Molimo pročitajte upozorenje o korištenju medicinskih informacija. Ne provodite liječenje bez savjetovanja s liječnikom! |